# Twardzioszek czerwonobrązowy

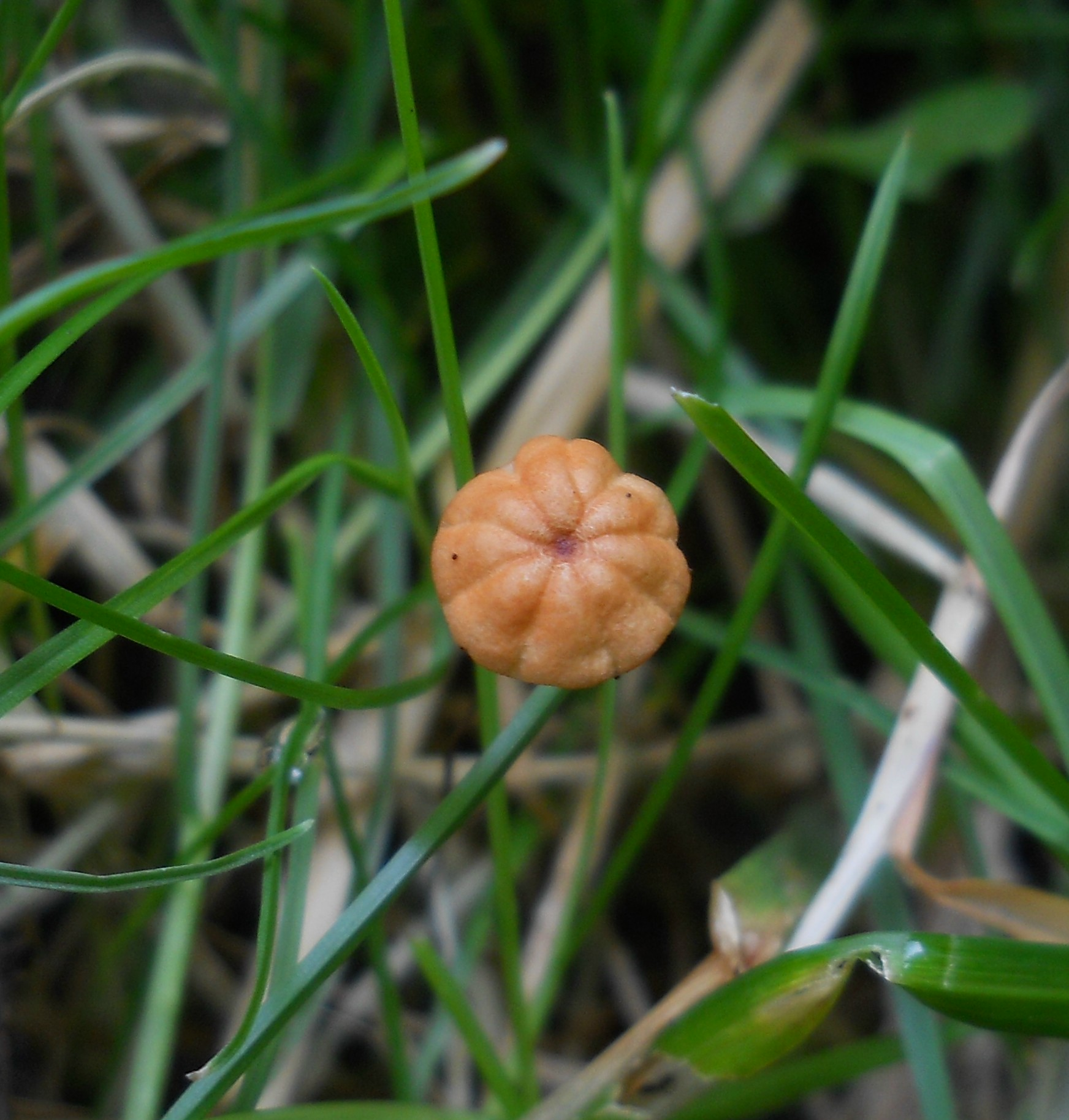

Twardzioszek czerwonobrązowy (Marasmius curreyi Berk. & Broome) – gatunek grzybów należący do rodziny twardzioszkowatych (Marasmiaceae).

## Systematyka i nazewnictwo
Pozycja w klasyfikacji według Index Fungorum: Marasmius, Marasmiaceae, Agaricales, Agaricomycetidae, Agaricomycetes, Agaricomycotina, Basidiomycota, Fungi.
Po raz pierwszy opisali go Miles Joseph Berkeley i Christopher Edmund Broome w 1879 r. Synonimy naukowe:
- Androsaceus curreyi (Berk. & Broome) Rea 1922
- Chamaeceras curreyi (Berk. & Broome) Kuntze 1898
- Marasmius curreyi var. bicystidiatus Antonín & Hauskn. 2006
- Marasmius curreyi var. distantifolius Antonín 2004

Nazwę polską zaproponował Władysław Wojewoda w 2003 r.

## Morfologia
Kapelusz
Średnica 4–8 mm, początkowo wypukły, potem płasko-wypukły, na koniec płaski, bruzdowano-prążkowany, z wklęśniętym środkiem. Brzeg początkowo podwinięty, potem wyprostowany lub nawet nieco wywinięty do góry, czasami falisty. Powierzchnia drobno owłosiona (widoczne to jest dopiero przez lupę), rdzawobrązowa, przechodząca w pomarańczową, różowo-brązowa lub brązowa, najciemniejsza na środku. Wyschnięte owocniki po namoczeniu odżywają i nabierają jędrności. 
Blaszki
Rzadkie, przyrośnięte, kremowe, o szerokości do 2 mm, blaszeczek zazwyczaj brak.
Trzon
Wysokość 1,5–3,0 cm, grubość poniżej 1 mm, nitkowaty, wewnątrz pusty, walcowaty,  często wygięty lub pofalowany. Powierzchnia naga, na wierzchołku jasna, poza tym czarnobrązowa. Podstawa lekko nabrzmiała i pokryta krótkimi, cienkimi włókienkami. Brak osłony.
Miąższ
W kapeluszu kremowy, o łagodnym zapachu i smaku.
Zarodniki
Zarodniki 9–12 × 4-5 µm, eliptyczne do eliptyczno-podłużnych w widoku z przodu, nierówne z profilu, cienkościenne, szkliste, z inkluzjami wakularnymi, nieamyloidalne, pory rostkowe niewidoczne.

## Występowanie i siedlisko
Opisano jego występowanie w Ameryce Południowej i Europie. W. Wojewoda w zestawieniu grzybów wielkoowocnikowych Polski przytacza 6 jego stanowisk z uwagą, że jego rozprzestrzenienie i stopień zagrożenia nie są znane. Liczniejsze i bardziej aktualne stanowiska podaje internetowy atlas grzybów. Jest w nim zaliczony do gatunków rzadkich i wartych objęcia ochroną. 

## Gatunki podobne
Marasmius curreyi charakteryzuje się pomarańczowo-brązowym, różowo-brązowym do płowożółtego, bruzdowo-prążkowanym, często pępkowatym kapeluszem i włoskami na jego powierzchni (konieczna lupa). Uważa się, że jest jednym z rzadziej spotykanych grzybów, ale biorąc pod uwagę jego wszechobecny substrat (martwe łodygi roślin), jest bardziej prawdopodobne, że jest po prostu przeoczany ze względu na swoje miniaturowe wymiary. Często owocnikuje jednocześnie z kilkoma innymi grzybami trawnikowymi, w tym stożkówką miękką (Conocybe apala), (Panaeolina foenisecii, polówką półkulistą (Agrocybe pediadess) i czernidłakiem łodygowym (Coprinopsis friesii). Marasmius curreyi jest najprawdopodobniej mylony z innym rzadkim twardzioszkiem – Marasmius armeniacus, który występuje również na łodygach traw i ma podobny kolor kapelusza, ale nie jest on zagłębiony (pępówkowaty), a jego blaszki przylegają bezpośrednio do trzonu, ma też jaśniejszy trzon. 